# Giulio Guédoz
(Enrico Griffini)
Giulio Guédoz (pron. fr. AFI: [ɡedo]) o, nella grafia italianizzata degli anni Venti, Guidoz; in francese: Jules Guédoz, (Pré-Saint-Didier, 1907 – Mare di Barents, 9 agosto 1929) è stato un militare italiano.

## Antroponimo
Secondo la pronuncia del patois valdostano, il cognome "Guédoz" va pronunciato omettendo la "z" finale, quindi "ghedo", come per molti altri toponimi e cognomi valdostani e delle regioni limitrofe (la Savoia, l'Alta Savoia e il Vallese).

Questa particolarità, che si discosta dalle regole di pronuncia della lingua francese standard, risale a uno svolazzo che i redattori dei registri del regno di Piemonte-Sardegna erano soliti aggiungere alla fine dei toponimi o dei nomi da pronunciare come dei parossitoni, cioè con l'accento sulla penultima sillaba, molto diffuso in francoprovenzale. In seguito, questo piccolo segno è stato assimilato a una zeta, e spesso viene erroneamente pronunciato, sia dagli italofoni che dai francofoni.

## Biografia
Fu Alpino nel Battaglione "Aosta" e, nel 1928, fu ai comandi del capitano Gennaro Sora durante la spedizione di ricerca dei naufraghi del dirigibile Italia che, comandato dal generale Nobile, era precipitato sulla banchisa polare. Nuovamente nel 1929 il Guédoz partecipò alla "spedizione Albertini" a bordo della baleniera Heimen-Sucai che, nel Mare di Barents, aveva il compito di cercare eventuali sopravvissuti al disastro dell'Italia: rimase ucciso ufficialmente a causa di un incidente d'arma da fuoco durante una caccia all'orso nell'agosto di quell'anno. La sua salma venne calata in mare sotto il ghiaccio della banchisa avvolta nel Tricolore.

## Riconoscimenti

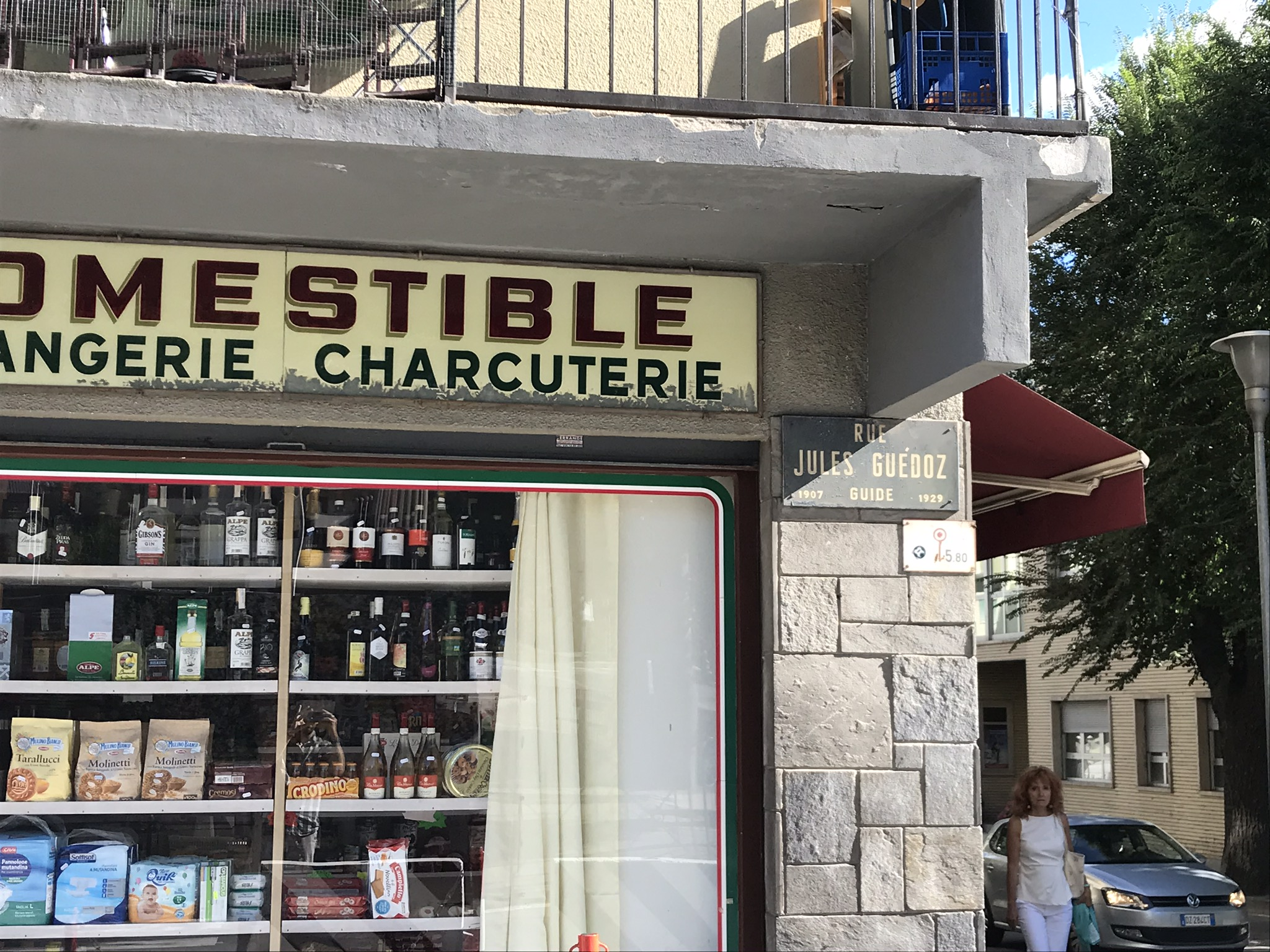
Via Jules Guédoz, a Aosta.

A Guédoz la città di Aosta ha intitolato la via Jules Guédoz, mentre a Pré-Saint-Didier, suo paese natale, nel 1931 fu eretto un monumento alla memoria opera dell'architetto milanese Enrico Agostino Griffini e intitolata la rue Jules Guédoz in località Verrand.